# ジェイソン・ボーン (映画)
『ジェイソン・ボーン』（英: Jason Bourne）は、2016年のアクション・スパイ・スリラー映画。ポール・グリーングラス監督・製作・脚本、クリストファー・ラウズ共同脚本。『ボーン』シリーズの5作目であるが、2012年の『ボーン・レガシー』との繋がりはない。出演はマット・デイモン、トミー・リー・ジョーンズ、アリシア・ヴィキャンデル、ヴァンサン・カッセル、ジュリア・スタイルズ、リズ・アーメッドである。
主要撮影は2015年9月8日より行われた。タイトルは2016年2月7日に第50回スーパーボウルの際に流れた予告編と併せて公開された。アメリカ合衆国では2016年7月29日よりユニバーサル・ピクチャーズ配給で、日本では同年10月7日より東宝東和配給で公開された。

## ストーリー
ブラックブライアー作戦の関係者を失脚させた後、地下格闘技の世界で生計を立てていたボーンの元へ、ハッキングによって新たに探り当てた事実を告げに元CIA局員のニッキーが現れる。事態の露見を恐れたCIA局長の放った刺客がボーンとニッキーを襲い、ニッキーは殺害されてしまう。ボーンはニッキーの遺した情報を元に、全容を解明するために再び動き出す。
CIA局員のヘザーはボーンがまだ愛国心をもっているとし、ボーンをCIAに引き戻すことを局長を含めた上層部に提案して受け入れられる。ボーンは元局員のマルコムを追い詰め、ボーンの父親がトレッドストーン計画を作ったが、息子のボーンが参加者となることを知り、息子を守るためにトレッドストーン計画の暴露を示唆したことから殺されたことを知る。
ヘザーはボーンにCIA局長の新しい計画であるアイアンハンドの存在を明らかにする。ディープドリーム社のシンポジウムにてヘザーはボーンと協調行動をとり、局長の刺客はディープドリーム社CEOを暗殺しようとするが、ボーンにより未遂に終わる。ボーンはCIA局長と対峙する。32人を暗殺し、アメリカは平和になった、CIAに戻って来いと局長は言い、ボーンはできないと答える。直後、飛び込んできた護衛の協力によりCIA局長にボーンは殺されそうになる。そこにヘザーが現れ、局長を射殺する。ボーンは自分が殺したことにすることをヘザーに示唆する。残った刺客は警察車両を奪い逃走、ボーンも車を盗み後を追う。そして一般市民を巻き込みラスベガスの街を破壊するカーチェイスの後、ボーンは刺客と直接戦うがボーンが刺客を殺害し勝利する。
ヘザーはCIAに戻ることをボーンに勧めるが、ボーンは考えてみるとだけ答える。ヘザーが車に戻ると、ヘザーがボーンをCIAに引き戻すことに失敗した場合は、ボーンを始末する必要があるとヘザーが上層部に明言していることが録音されている再生機がボーンによって置かれている。ヘザーはボーンにしてやられたのであった。

## 登場人物・キャスト
- ジェイソン・ボーン - マット・デイモン

地下格闘技で生計を立てている。
- ロバート・デューイ- トミー・リー・ジョーンズ

CIA長官。
- ヘザー・リー - アリシア・ヴィキャンデル

CIAのハッカー。
- アセット - ヴァンサン・カッセル

作戦員。
- ニッキー・パーソンズ - ジュリア・スタイルズ

ボーンのかつての協力者。
- アーロン・カルーア - リズ・アーメッド

ディープドリーム社CEO。
- クレイグ・ジェファーズ - アトー・エッサンドー（英語版）

CIA捜査官。
- エドウィン・ラッセル - スコット・シェパード（英語版）

情報長官。
- マルコム・スミス - ビル・キャンプ

元CIAアナリスト。
- クリスチャン・ディソルト - ヴィツェンツ・キーファー（フランス語版）

ハッカー。
- リチャード・ウェッブ - グレッグ・ヘンリー

分析員。
- バウマン - スティーブン・クンケン（英語版）

アーロンの側近。
ディープドリーム社幹部。

## 日本語吹替
| 役名                         | 俳優                     | 日本語吹替                                                                                   | 日本語吹替                                                                                         |
| 役名                         | 俳優                     | ソフト版                                                                                     | BSテレ東版                                                                                         |
| ---------------------------- | ------------------------ | -------------------------------------------------------------------------------------------- | -------------------------------------------------------------------------------------------------- |
| ジェイソン・ボーン           | マット・デイモン         | 平田広明                                                                                     | 三木眞一郎                                                                                         |
| ロバート・デューイCIA長官    | トミー・リー・ジョーンズ | 土師孝也                                                                                     | 大塚明夫                                                                                           |
| ヘザー・リー                 | アリシア・ヴィキャンデル | 竹内絢子                                                                                     | 甲斐田裕子                                                                                         |
| アセット（作戦員）           | ヴァンサン・カッセル     | 向井修                                                                                       | 山路和弘                                                                                           |
| ニッキー・パーソンズ         | ジュリア・スタイルズ     | 沢海陽子                                                                                     | 百々麻子                                                                                           |
| アーロン・カルーア           | リズ・アーメッド         | 川田紳司                                                                                     | 浪川大輔                                                                                           |
| クレイグ・ジェファーズ       | アトー・エッサンドー     | 高橋英則                                                                                     | 小西克幸                                                                                           |
| エドウィン・ラッセル情報長官 | スコット・シェパード     | 津田英三                                                                                     | 森田順平                                                                                           |
| マルコム・スミス             | ビル・キャンプ           | 宗矢樹頼                                                                                     | 岩崎ひろし                                                                                         |
| クリスチャン・ディソルト     | ヴィツェンツ・キーファー |                                                                                              | 石田彰                                                                                             |
| リチャード・ウェッブ         | グレッグ・ヘンリー       |                                                                                              | 野島昭生                                                                                           |
| バウマン                     | スティーブン・クンケン   |                                                                                              | 高橋広樹                                                                                           |
| 日本語版その他出演           |                          | 佐々木敏 堀部隆一 松本忍 竹内栄治 喜代原まり 宮崎敦吉 時永洋 奥村翔 森なな子 大隈健太 橘潤二 | 高岡瓶々 丸山壮史 城内由茄子 上住谷崇 魚建 板取政明 三瓶雄樹 橋本雅史 桃江トウコ 折井あゆみ 孫﨑純 |
| 日本語版制作スタッフ         |                          |                                                                                              | |
| プロデューサー               |                          |                                                                                              | 久保一郎                                                                                           |
| 演出                         |                          | 神尾千春                                                                                     | 高橋剛                                                                                             |
| 翻訳                         |                          | 栗原とみ子                                                                                   | 栗原とみ子                                                                                         |
| 調整                         |                          | 藤原淳平                                                                                     | 和島幸太                                                                                           |
| 制作                         |                          | ACクリエイト                                                                                 | BSテレビ東京 ブロードメディア (担当:孫田利哉)                                                      |
| 初回放送                     |                          |                                                                                              | 2022年10月10日 『シネマクラッシュ』 18:30～20:54                                                   |

## 製作

### 企画
『ボーン・アルティメイタム』公開前の2007年5月、マット・デイモンは『ボーン』4作目への続投には興味を持っておらず、「我々はその馬に可能な限り乗ってきた」と答えた。
しかしながら2008年2月22日、『バラエティ』は4作目が動き出しており、デイモンとポール・グリーングラスも関与していると報じた。
2008年10月16日、ジョージ・ノルフィが脚本を執筆し、フランク・マーシャルが製作、ジェフリー・M・ワイナーとヘンリー・モリソンが製作総指揮を務めることが発表された。またマット・デイモン、ジュリア・スタイルズ、ジョアン・アレン、ポール・グリーングラスの関与も報じられた。また2009年9月以降はノルフィが『アジャストメント』の監督に移るため、ジョシュア・ゼトゥマーが8月までにパラレルスクリプト（ノルフィのものに組み合わせることができる草案）執筆のために雇われた。12月、グリーングラスは『ボーン』4作目を監督しないことを発表し、「3度目の監督をしないのは、監督として単に異なる要求を感じたからだ」と述べた。
2010年2月1日、デイモンは『インビクタス/負けざる者たち』のイギリスプレミアの際に『ボーン・アルティメイタム』の続編は「少なくとも5年先」であると語った。また、グリーングラスは「正しい脚本が出来上がらない限り」いかなる新作の『ボーン』にも関わらないことを再度表明した。さらにデイモンは「別の俳優と別の監督によるある種の前日譚」の可能性を明かした。2010年3月10日、『トゥデイ』に出演したデイモンはこれを再度述べ、グリーングラスが監督する場合のみに自身も関与するつもりであることを明かした。
2010年6月、トニー・ギルロイが『ボーン・レガシー』の脚本を執筆し、2012年公開予定であることが発表された。同年10月、ギルロイはさらに監督も務めることが発表され、彼はデイモンが出演せずに「全く新しいヒーロー」が登場することを明かした:
「これはリブートではなく新章だ。それを考える最も簡単な方法は拡張か顕現だ。ジェイソン・ボーンはこの映画には登場しないが、彼は確かに生きている。最初の3作でおこったことは『ボーン・レガシー』のトリガーであり、それらについた誰しもが注目して報われるだろう。私は伝説と環境と壮大な陰謀を築いている。我々はあなたに大きな絵、大きなキャンパスを見せるつもりだ（中略）我々が作った世界はやがてどこかでジェイソン・ボーンの再来を強化し、進化させ、そして呼び出すだろう。」
『ボーン・レガシー』は2012年8月10日に米国で公開され、ジェレミー・レナーが主人公のアーロン・クロスを演じた。
『レガシー』への批評家の反応は賛否両論に終わったが、ユニバーサルはロサンゼルスでの会見で更なる続編の計画を明かした。2012年12月デイモンはインタビューで自身とグリーングラスがジェイソン・ボーン役と監督復帰に関心があることを明かした。2013年11月8日、『Deadline.com』は5作目ではレナーのクロスが登場し、ジャスティン・リンが監督する予定であると報じた。脚本はアンドリュー・ボールドウィンが執筆し、2016年7月16日公開の予定が組まれた。
2014年9月15日、デイモンとグリーングラスが次回の『ボーン』に復帰し、レナーはそれとは別の映画でクロス役を続投すると発表された。2014年11月、デイモンは自身とグリーングラスは編集技師のクリストファー・ラウズと共同で執筆した脚本により復帰することを明かした。2015年5月23日、『Deadline.com』はアリシア・ヴィキャンデルが5作目でのデイモンとの共演交渉中であると報じた。2015年6月19日、『Deadline』は初期3作品でニッキー・パーソンズを演じたジュリア・スタイルズが同役で出演することを報じた。またヴィゴ・モーテンセンへの悪役での出演交渉が行われた。2015年6月23日、ヴィキャンデルは同じく交渉中であった『アサシン クリード』を断って『ボーン』への出演を決めたことが報じられた。2015年7月28日、トミー・リー・ジョーンズがCIA高官を演じるためにキャストに加わった。2015年9月1日、ヴァンサン・カッセルがボーンを追跡する悪役の暗殺者を演じるためにキャストに加わった。2015年9月15日、『ハリウッド・リポーター』はアトー・エッサンドーが役名不詳のキャラクターでキャストに加わったことを報じた。2015年10月20日、スコット・シェパードがCIA副長官役でキャストに加わった。2015年11月4日、『バラエティ』はリズ・アーメッドがCIAの技術専門家役で契約したことを報じた。

### 撮影

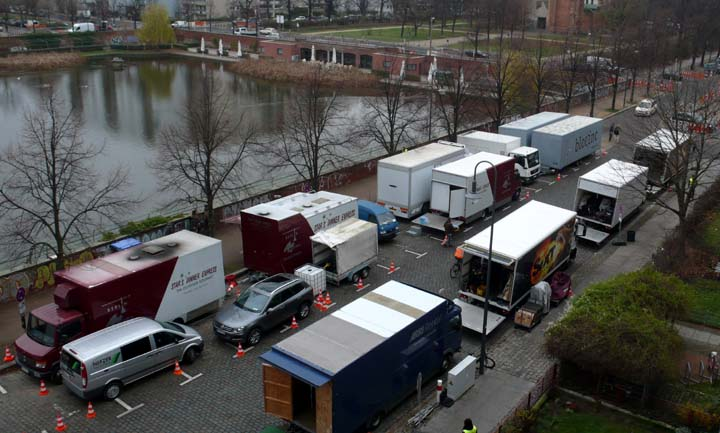
ベルリンでの撮影。

2015年8月、製作者たちはネバダ州クラーク郡当局と会談し、ストリップで撮影するために7日ないし10日のあいだ1日につき数時間のラスベガス・ブルバード封鎖を求めた。この件に関して製作側が許可を得たのかは定かでは無い。デイモンは映画が9月に製作が始まり、物語がギリシャ（実際にはカナリア諸島に属するテネリフェ島で撮影）で始まってラスベガスで終わり、「スノーデン後の世界」のボーンになることを明かした。
主要撮影は2015年9月8日に始まった。11月上旬にはイングランドロンドンのパディントン駅の外で撮影された。11月末、ベルリンのクロイツベルクで撮影が行われた。12月上旬、ワシントンD.C.での撮影が始まり、コンスティテューション・ガーデンズで撮られた。2016年1月14日から1月21日まではネバダ州ラスベガスの撮影が予定された。制作は2016年2月1日に終了した。

## 公開
2015年1月6日、ユニバーサルは公開日を2週間遅れの2016年7月29日に変更した。
1本目の予告編は2016年2月7日に第50回スーパーボウルの際に最初にタイトルと併せて公開された。

## 作品の評価

### 映画批評家によるレビュー
レビュー集計サイトRotten Tomatoesは、324件のレビューに基づき、この映画の支持率を54％とし、加重平均スコアは5.80/10とした。同サイトの批評家コンセンサスは、「ジェイソン・ボーンは、シリーズのファンが期待するものをより多く提供している―これはこの続編の最大のセールスポイントであると同時に最大の欠陥でもある」と述べている。Metacriticは、50人の評論家に基づき、100点中58点の正規スコアを与え、「良し悪しまちまち、または平均的な評価」を示した。CinemaScoreが行った観客投票（A+からF）では、平均「A-」という点が与えられた。
UproxxのMike Ryanは、この映画に複雑な評価を与え、こう書いている。「『ジェイソン・ボーン』は、3作目のプロットをほとんど踏襲していない、まったく不要な続編だ。そして、『ボーン・レガシー』でジェイソン・ボーンを誰も見つけられなかったことが大きな話題になった後では、ジェイソン・ボーンの帰還が拍子抜けするほど奇妙に感じられる。」 IGNのクリス・ティリーは、この映画に10点満点の7点をつけてこう述べた。「『ジェイソン・ボーン』には合格点のプロットといくつかの刺激的なシークエンスがあり、すでに大半のアクション映画より優れている。しかし、前作の文脈では、それは十分ではなく、新作は前三部作の影から完全に逃れることはできず、ボーンを影から引き戻す知恵に全く疑問を抱かせる。」
ニューヨーク・タイムズのA.O.スコットは、デイモンの演技を「相変わらず控えめだ」と評し、次のように語っている。「『ジェイソン・ボーン』の最も顕著な特徴は、おそらく次の点にある。主要登場人物のほとんど全員が、善人も悪人もその中間も、少なくともコンサルティングベースでは同じ組織のために働いている。外的脅威についての暗い示唆や、デジタル時代におけるセキュリティとプライバシーの間の問題提起があるが、大きな官僚組織における人的資源の課題についての映画の本質につながるのは地政学とテクノロジーである。」バラエティ誌のピーター・デブルージは、「『ジェイソン・ボーン』はアメリカ国民に向けられた巨大な陰謀を指摘するものであり、多くの点でシリーズ中最も不穏な映画である。グリーングラスのスタイルは、バリー・アクロイドがその場で撮影したレンズ、緊張感のあるテクノ・スコア、ラウスのカットルーム・トリックの組み合わせによって、衛星監視や顔認識ソフトなどのツールを駆使する諜報活動の時代によくマッチしている」と語っている。さらに、「デイモンが主導した初期の3部作が、ボーンのビジネスを完結させながらも私たちにさらなる欲求を残したように、この続編もボーン復活の可能性を誘いつつの完結編である」と述べている。
シカゴ・サンタイムズ紙のリチャード・ローパーは、この映画に4点満点中3.5の評価を与え、デイモンの演技を「堅物でいつも落ち着かず葛藤し、いざとなればヒーローの活躍だがそれ以外の時間は思い悩んでいるジェイソン・ボーン役が抜群」と評して、次のように述べている。「『ジェイソン・ボーン』は、今年最高のアクション・スリラーであり、半端ない追跡シーンと戦闘シーンがある。ある時はラスベガスに舞台を移し、漫画のような大げさな展開もありますが、とても楽しい。」ハリウッド・リポーター誌のトッド・マッカーシーは、この映画の結末と登場人物を不快に思い、こう書いている。「残念ながら、この映画は平坦で印象の薄い終わり方をしており、また、いくら時間をかけても、登場人物が完全に一面的であることに気づかされる。」しかし、こうも述べている。「技術的にも論理的にも、グリーングラスは彼に期待されるものをすべて提供してくれている。前回同様、撮影監督のバリー・アクロイドはこの点で大きな力を発揮し、すべての制作・効果担当者が、物理的な臨場感という達成目標に継ぎ目なく参加している。」

### 受賞歴
| 受賞歴                           | 受賞歴 | 受賞歴                                         | 受賞歴                                                                                         | 受賞歴     | 受賞歴 |
| 賞名                             | 受賞年 | 分野                                           | 受賞者                                                                                         | 結果       | Ref.   |
| -------------------------------- | ------ | ---------------------------------------------- | ---------------------------------------------------------------------------------------------- | ---------- | ------ |
| クリティクス・チョイス・アワード | 2016年 | 最優秀アクション映画                           | 『ジェイソン・ボーン』                                                                         | ノミネート | [ 56 ] |
| クリティクス・チョイス・アワード | 2016年 | 最優秀アクション俳優                           | マット・デイモン                                                                               | ノミネート | [ 56 ] |
| エンパイア賞                     | 2017年 | 最優秀スリラー                                 | 『ジェイソン・ボーン』                                                                         | 受賞       | [ 57 ] |
| ロンドン映画批評家協会賞         | 2017年 | 技術的成果                                     | ゲイリーパウエル                                                                               | ノミネート | [ 58 ] |
| サターン賞                       | 2017年 | 最優秀スリラー映画                             | 『ジェイソン・ボーン』                                                                         | ノミネート | [ 59 ] |
| 全米映画俳優組合賞               | 2017年 | スタント・アンサンブル賞                       | 『ジェイソン・ボーン』のスタント・アンサンブル                                                 | ノミネート | [ 60 ] |
| セントルイス映画批評家協会賞     | 2016年 | 最優秀アクション映画                           | 『ジェイソン・ボーン』                                                                         | ノミネート | [ 61 ] |
| ティーン・チョイス・アワード     | 2016年 | AnTEENcipated映画                              | 『ジェイソン・ボーン』                                                                         | ノミネート | [ 62 ] |
| ティーン・チョイス・アワード     | 2016年 | AnTEENcipated俳優                              | マット・デイモン                                                                               | ノミネート | [ 62 ] |
| ティーン・チョイス・アワード     | 2016年 | AnTEENcipated女優                              | アリシア・ヴィキャンデル                                                                       | ノミネート | [ 62 ] |
| 視覚効果協会賞                   | 2017年 | フォトリアル長編映画における優秀助演視覚効果賞 | ダン・バロウ, ヒュー・エヴァンズ, ジュリアン・ナス, チャーリー・ノーブル, スティーブ・ワーナー | ノミネート | [ 63 ] |
| ワシントンD.C.映画批評家協会賞   | 2016年 | 最優秀ワシントンD.C.描写                       | 『ジェイソン・ボーン』                                                                         | ノミネート | [ 64 ] |